# Întâi l-au omorât pe tata (roman)
Întâi l-au omorât pe tata: Povestea unei fetițe din Cambodgia (First They Killed My Father: A Daughter of Cambodia Remembers) este o carte de non-ficțiune autobiografică din 2000 scrisă de Loung Ung, o autoare cambodgiană-americană și supraviețuitoare a copilăriei petrecute în Kampuchea Democrată. Cartea descrie propriile ei experiențe din timpul regimului khmerilor roșii.

## Rezumat
Cartea este o relatare la persoana întâi, văzută prin ochii unui copil, despre ascensiunea regimului comunist Khmerii Roșii în anii 1970, mutarea forțată în masă a populației urbane în mediul rural pentru a efectua muncă fizică (ceea ce a dus la un număr masiv de decese) și eventuala prăbușire a regimului.
Loung Ung este o fetiță de cinci ani, unul din cei șapte copii ai unui oficial guvernamental de rang înalt din Phnom Penh. Tatăl este numit Pa de către copiii lui. Când armata kmerilor roșii cucerește orașul, familia ei este obligată să fugă, iar tatăl ei să își ascundă identitatea din cauza funcției deținute. Dacă s-ar fi aflat adevărul, kmerii roșii l-ar fi ucis. O vreme locuiesc la unchiul lor din partea mamei, însă de teamă să nu aibă probleme, familia acestuia nu îi mai găzduiește.
Loung Ung, părinții și frații ei ajung într-o tabără de muncă forțată. Aici situația este extrem de grea, muncă silnică, hrană aproape inexistentă și pedepse dure pentru oricine îndrăznește să se opună. Nimeni nu are voie să aducă obiecte din exterior, nici măcar medicamente sau hrană, astfel că mulți oameni mor din cauza condițiilor inumane. Fetița de cinci ani este martoră la atrocitățile din tabără, inclusiv la scena când frații ei mai mari sunt bătuți fără milă pentru că au încercat să procure alimente. Într-o zi, tatăl ei este luat de kmerii roșii și nu va mai fi văzut niciodată. Loung Ung visează cum tatăl ei este executat și aruncat în groapa comună.
Apoi urmează zile tot mai grele. Mama ei o încurajează să fugă cu alți doi frați, fiecare pe altă cale, să se dea drept orfani, în speranța că vor supraviețui. Loung Ung ajunge până la urmă într-o tabără de instrucție pentru copii soldați. Aici condițiile sunt la fel de aspre, dar copiii instruiți pentru război primesc mai multă hrană. Loung Ung învață tactici de luptă, să mânuiască armele și să așeze mine pe câmp. Kmerii roșii fac propagandă și cultivă ura față de vietnamezi, spunând că aceștia vor să le ia orașul și să îi ucidă.
În timpul unei lupte între vietnamezi și kmerii roșii, fetița împreună cu alți copii din tabără reușesc să fugă. Loung Ung se ascunde și vede cum oamenii mor sau sunt mutilați pe câmpul de mine pe care le amplasase și ea.
Nu își mai găsește mama, însă pe măsură ce vietnamezii îi atacă pe kmerii roșii, frații rămași în viață se reunesc. Loung Ung a reușit să supraviețuiască, însă rămâne marcată de violența la care a fost martoră în copilărie.

## Context
Loung Ung a reușit să-și construiască o nouă viață, ajutată de frații ei, în mijlocul unei brutalității greu de conceput. Mai târziu, ea s-a mutat în SUA și a lucrat la Campaign for a Landmine-Free World (Campania pentru o lume fără câmpuri minate) din Washington, D.C., pentru a împiedica și mai multe morți.
Încă nu se poate ști cu exactitudine câți oameni au fost uciși în genocidul cambodgian, fie prin crime directe ale regimului, fie prin epuizare forțată și înfometare. Academicianul de la UCLA, Patrick Heuveline, a scris în 2015 că intervalul estimărilor privind decesele în exces sub domnia lui Pol Pot din Cambodgia în perioada 1975-1979 este prea permisiv pentru a fi util: „cifrele variază de la sub 1 la peste 3 milioane, iar cele mai plauzibile estimări variază de la 1 la 2 milioane.” Înainte de genocid, populația din Cambodgia ajungea până la 7 milioane, aproape toți budiști practicanți. Regimul kmerilor roșii a început în 1975 și a durat până la înlăturarea de la putere a lui Pol Pot de către vietnamezi în 1978. Dacă estimarea de 2 milioane este aproximativ corectă, asta ar însemna că aproximativ un sfert din întreaga populație a țării la acea vreme a fost distrusă.

## Receptare critică
Cartea a fost aspru criticată de Sody Lay, co-fondatoare a Institutului Khmer, un site care se descrie ca „o resursă de informații online despre Cambodgia și cambodgieni”, pentru inexactități istorice și neautenticitate culturală, acuzând-o de adăugarea unor detalii despre copilăria ei în Cambodgia anilor 1970 folosind amintiri actuale culese în timpul unei vizite ulterioare în țară.
Reflectând la această recenzie negativă într-un articol pentru Societatea pentru Studiul Literaturii Multietnice din Statele Unite, dr. Bunkong Tuon a recunoscut criticile lui Lay, dar în același timp a apărat munca lui Ung. În loc să respingă textul lui Ung, Tuon a susținut că oamenii de știință ar trebui să citească această carte nu pentru a aduna fapte istorice despre Khmerii Roșii, ci pentru a-i experimenta adevărul emoțional și să considere că lacunele și fisurile sale narative subiective sunt un semn al traumei și o mărturie a distrugerii comise de khmerii roșii. În același articol se mai spune că textul lui Ung este o dovadă a brutalității regimului kmerilor roșii și dezvăluie experiența subiectivă a autoarei de a lupta din răsputeri pentru a supraviețui unui trecut traumatizant.
Richard Bernstein de la The New York Times a scris în recenzia sa că persoana care a scris cartea a fost un scriitor „inteligent și conștient din punct de vedere moral”, a cărui lucrare oferă statisticilor seci ale genocidului „o forță psihologică mult mai mare”, cu relatarea sa „înfiorătoare” de martor ocular.
O recenzie fără nume de pe site-ul Publishing Weekly a spus că este o carte „abil construită”, care reprezintă un real martor ocular al istoriei din acea perioadă, pentru că în copilărie Ung era perfect conștientă de ce se întâmpla în jurul ei, iar apoi, devenită adult și scriind din această perspectivă, a adăugat detalii doar pentru a clarifica ce nu-și putea explica la o vârstă prea fragedă. Acum găsește și înțelege motivele pentru care părinții ei i-au separat pe frați, i-au îndepărtat unii de alții cu scopul de a le oferi o șansă să scape cu viață. Din acest punct de vedere, recenzia consideră cartea un „puternic triumf”.

## Adaptare cinematografică
Cartea a fost adaptată într-un film cu același titlu, produs și regizat de Angelina Jolie. Filmul a avut premiera pe 18 februarie 2017 la Siem Reap, Cambodgia.
Angelina Jolie a afirmat despre acest film că reprezintă povestea unui război prin ochii unui copil, dar și povestea unei țări întregi. Pentru a reda un portret cât mai autentic al genocidului și războiului, Jolie a folosit doar actori cambodgieni care vorbesc limba lor maternă, khmera. Ea a adunat sute de supraviețuitori și pe copiii lor pentru a-și recrea poveștile. Filmările au avut loc în Cambodgia.